# سو فولی
سو فولی (انگلیسی: Sue Foley؛ زادهٔ ۲۹ مارس ۱۹۶۸) نوازنده گیتار و خواننده موسیقی بلوز کانادایی است. در سال ۲۰۰۰ وی برنده جایزهٔ جونو برای آلبوم بلوز سال شد.

## آلبوم‌شناسی
- ۱۹۹۲ - موسیقی بلوز دختر جوان
- ۱۹۹۳ - بدون هشدار
- ۱۹۹۵ - موسیقی بلوز شهر بزرگ
- ۱۹۹۶ - قدم زدن در آفتاب
- ۱۹۹۸ - ده روز در نوامبر
- ۲۰۰۰ - بازگشت به بلوز
- ۲۰۰۰ - بیا پایین عشق!
- ۲۰۰۰ - سلاح سری
- ۲۰۰۴ - تغییر
- ۲۰۰۶ - خودرو جدید استفاده شده
- ۲۰۰۷ - بمب (با دبورا کلمن و رکسانا پوتوین)
- ۲۰۱۰ - مرد گفت زن گفت (با پیتر کرپ)
- ۲۰۱۲ - آن طرف چهارراه (با پیتر کرپ)